# Edubuntu
Edubuntu', anteriormente conocido como Ubuntu Education Edition', es un derivado oficial del Ubuntu diseñado para su uso en aulas dentro de escuelas, hogares y comunidades.
Edubuntu se desarrolla en colaboración con profesores y tecnólogos de varios países. Edubuntu está construido sobre la base de Ubuntu, incorpora el LTSP thin client y varias aplicaciones específicas para la educación, y está dirigido a usuarios de entre 6 y 18 años. Se ha diseñado para facilitar la instalación y el mantenimiento continuo del sistema.

## Características
Edubuntu incluye el Linux Terminal Server Project y muchas aplicaciones relevantes para la educación, incluyendo GCompris, KDE Edutainment Suite, Sabayon Profile Manager, Pessulus Lockdown Editor, Edubuntu Menueditor, LibreOffice, Gnome Nanny y iTalc. Los CDs de Edubuntu estaban disponibles anteriormente de forma gratuita a través de su servicio Shipit; A 2008 sólo está disponible como descarga en formato DVD.
En 23.04, la GUI por defecto de Edubuntu es GNOME. De 12.04 a 14.04, la interfaz gráfica de usuario predeterminada de Edubuntu era Unity; sin embargo, GNOME, que anteriormente había sido la predeterminada, también estaba disponible. Desde la versión 7.10, KDE también está disponible como Edubuntu KDE. En 2010, Edubuntu y el proyecto Qimo 4 Kids estaban trabajando para ofrecer Qimo dentro de Edubuntu, pero no se hizo porque no habría cabido en un CD.

## Objetivos del proyecto
El objetivo principal de Edubuntu era permitir a un educador con conocimientos técnicos y habilidades limitadas configurar un laboratorio informático o un entorno de aprendizaje en línea en una hora o menos y luego administrar eficazmente ese entorno.
Los principales objetivos de diseño de Edubuntu son la gestión centralizada de la configuración, los usuarios y los procesos, junto con facilidades para trabajar en colaboración en un entorno de aula. Igual de importante era reunir el mejor software libre disponible y materiales digitales para la educación. Según una declaración de objetivos en el sitio web oficial de Edubuntu: "Nuestro objetivo es reunir un sistema que contenga todo el mejor software libre disponible en educación y que sea fácil de instalar y mantener".
También pretendía permitir a los entornos de bajos ingresos maximizar la utilización de sus equipos disponibles (más antiguos).

## Versiones

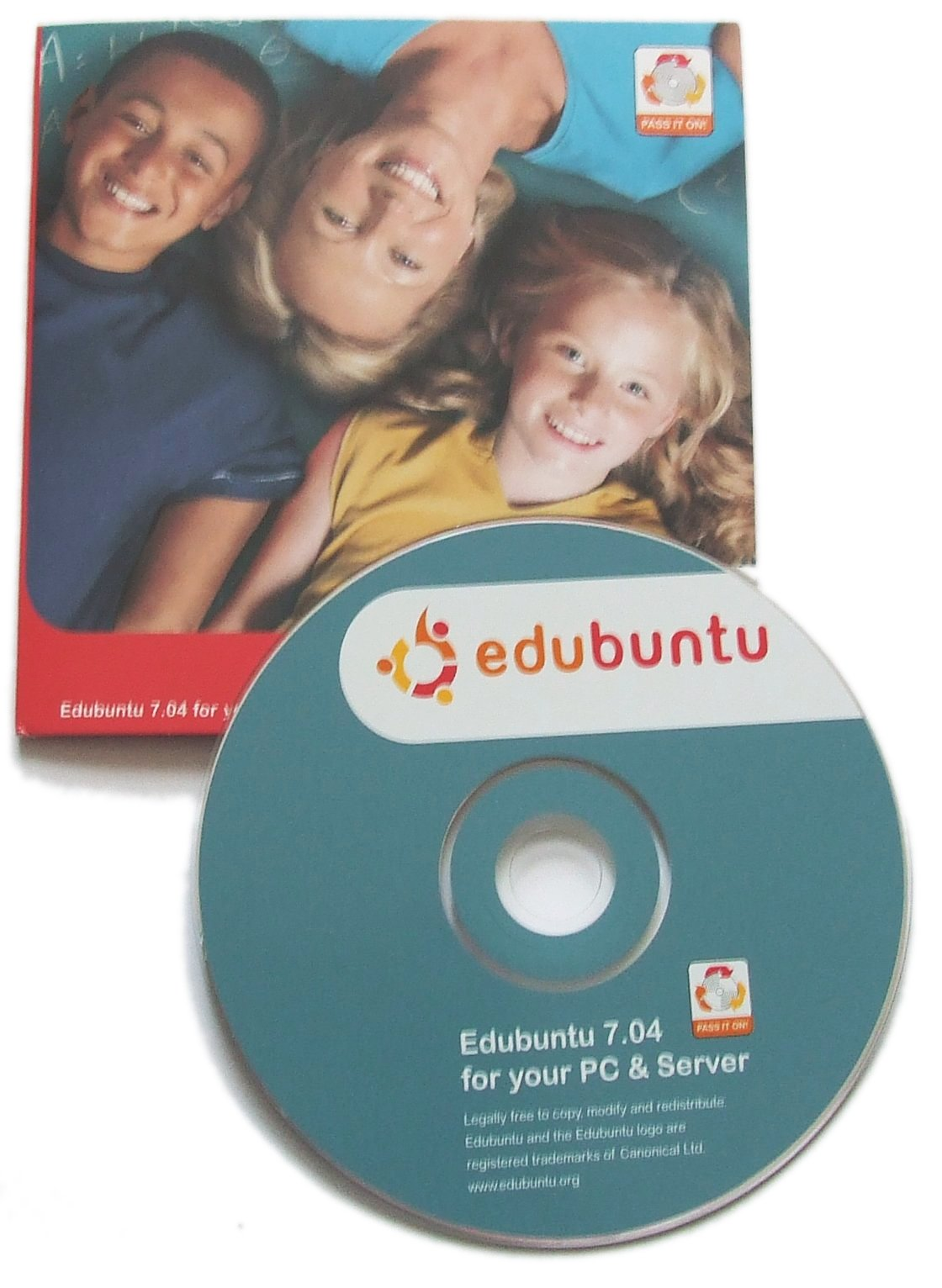
Paquete de Edubuntu 7.04

El primer lanzamiento de Edubuntu coincidió con el lanzamiento de Ubuntu 5.10, que recibió el nombre en clave de Breezy Badger el 13-10-2005. Con la versión 8.04 Hardy Heron de Edubuntu se le dio el nombre de Ubuntu Education Edition' y pasó a ser un complemento de una instalación estándar de Ubuntu en lugar de un LiveCD instalable. A partir de la versión 9.10, Edubuntu pasó a estar disponible como un DVD de sistema completo en lugar de un CD complementario. Edubuntu también se puede instalar a través de una selección de paquetes "edubuntu" para todas las distribuciones que utilizan los repositorios oficiales de Ubuntu (Ubuntu y Kubuntu principalmente).
Desde 14.04, Edubuntu pasó a ser LTS-only; Edubuntu anunció que se saltarían la actualización a 16.04 LTS y que planeaban quedarse con 14.04 debido a la falta de colaboradores. Después se dejaría de usar durante varios años, pero a partir de abril de 2023, la distro ha vuelto como sabor oficial. 
| Versión | Nombre                  | Fecha de lanzamiento  |
| ------- | ----------------------- | --------------------- |
| 5.10    | Breezy Badger           | 13 de octubre de 2005 |
| 6.06    | Dapper Drake            | 1 de junio de 2006    |
| 6.06.1  | Dapper Drake (revisión) | 9 de agosto de 2008   |
| 6.10    | Edgy Eft                | 26 de octubre de 2006 |
| 7.04    | Feisty Fawn             | 19 de abril de 2007   |
| 7.10    | Gutsy Gibbon            | 18 de octubre de 2007 |
| 8.04    | Hardy Heron             | 24 de abril de 2008   |
| 8.10    | Intrepid Ibex           | 30 de octubre de 2008 |
| 9.04    | Jaunty Jackalope        | 23 de abril de 2009   |
| 9.10    | Karmic Koala            | 22 de octubre de 2009 |
| 10.04   | Lucid Lynx              | 29 de abril de 2010   |
| 10.10   | Maverick Meerkat        | 7 de octubre de 2010  |
| 11.04   | Natty Narwhal           | 29 de abril de 2011   |
| 11.10   | Oneiric Ocelot          | 13 de octubre de 2011 |
| 12.04   | Precise Pangolin        | 26 de abril de 2012   |
| 12.10   | Quantal Quetzal         | 18 de octubre de 2012 |
| 13.04   | Raring Ringtail         | 25 de abril de 2013   |
| 13.10   | Saucy Salamander        | 17 de octubre de 2013 |
| 14.04   | Trusty Tahr             | 17 de abril de 2014   |
| 14.04.1 | Trusty Tahr             | 24 de julio de 2014   |
| 23.04   | Lunar Lobster           | 20 de abril de 2023   |
| 23.10   | Mantic Minotaur         | 12 de octubre de 2023 |
| 24.04   | Noble Numbat            | 26 de abril de 2024   |
| 24.10   | Oracular Oriole         | 10 de octubre de 2024 |